# Filmverwertung
Filmverwertung (oder Filmauswertung) bezeichnet in der Phasengliederung einer Filmproduktion die fünfte und letzte Phase und umfasst die für einen Film möglichen Erlösformen. Generell geht es bei der Filmverwertung um die Veräußerung von Nutzungsrechten am Produkt Film.

## Filmverwertungskette
Die Filmverwertungskette beschreibt, in welcher Reihenfolge ein fertiggestellter Film bei einer vollständigen Auswertung – also unter Berücksichtigung aller Einnahmemöglichkeiten in der finanziell ertragreichsten Reihenfolge – erscheint. Die Präsentation eines Films auf Filmfestivals erfolgt in der Regel vor dem Kinostart und wird nicht zur Verwertungskette gezählt.
Eine vollständige Filmverwertungskette sieht wie folgt aus:
1. Kino
2. Blu-ray/DVD/Video im Verleih
3. Blu-ray/DVD/Video im Verkauf
4. Pay-TV
5. Free-TV

Laut einer im September 2000 von der Investmentbank ABN AMRO veröffentlichten Studie entfielen von den Erlösen etwa 26 % auf die Kinoauswertung, 46 % auf die DVD/Video-Auswertung und 28 % auf die Fernsehauswertung.

### Klassische Verwertungsfenster
Damit die Filmverwertung optimal abläuft, spielen die Zeitfenster – die so genannten Verwertungsfenster – zwischen dem Erscheinen eines Films im Kino, auf Bilddatenträger (DVD, Video), im Pay- und im Free-TV eine besonders wichtige Rolle. Die Rechteinhaber haben ein hohes Interesse daran, dass auf jeder Verwertungsstufe die höchstmöglichen Einnahmen erzielt werden. Hierzu darf das Zeitfenster weder zu kurz noch zu lang sein. Das Modell basierte auf der Annahme, dass die Einnahmen aus dem Kinobetrieb verloren gehen würden, wenn ein Film zeitgleich mit dem Kino auch auf DVD erscheinen würde und viele Interessierte auf den Kinobesuch verzichten würden. Wäre das Zeitfenster jedoch zu groß, konnte es sein, dass das allgemeine Interesse am Film bereits zu sehr nachgelassen hatte und weniger Personen die DVD kauften, als dies der Fall gewesen wäre, wenn die DVD früher erschienen wäre.
Wie groß ein Zeitfenster ausfällt, hängt in erster Linie vom Filmverleiher ab, kann aber bei mit öffentlichen Geldern geförderten Produktionen auch von gesetzlichen Bestimmungen vorgeschrieben sein.
Die von den Filmverleihern in Zusammenarbeit mit den jeweiligen Nutzern vereinbarte Verwertungskette für Kinofilme mit den ursprünglich einmal zugesicherten so genannten Verwertungsfenstern bzw. englisch release windows sah folgendermaßen aus:
- Kino-Verwertungsfenster (Theatrical window): mindestens 6 Monate lang
- Blu-ray-/DVD-/Video-Verwertungsfenster (Video window): mindestens 12 Monate lang
- Pay-TV-Verwertungsfenster (Pay TV window): mindestens 12 Monate lang
- Free-TV-Verwertungsfenster (Broadcast TV window): frühestens 30 Monate nach Kinostart

Laut Filmförderungsgesetz (Sperrfristenregelungen § 53 FFG) gelten folgende Auswertungszeiträume/Verwertungsfenster:
- 6 Monate Bildträgerauswertung nach Beginn regulärer Filmtheaterauswertung im Inland (verkürzbar auf 5 bzw. 4 Monate),
- 9 Monate für Auswertung durch individuelle Zugriffs- und Abrufdienste (verkürzbar auf 6 bzw. 4 Monate),
- 12 Monate für Pay-TV (verkürzbar auf 9 bzw. 6 Monate) und
- 18 Monate Free-TV nach regulärer Erstaufführung (verkürzbar auf 12 bzw. 6 Monate).

Die verkürzten Zeiträume sind nur auf Antrag zu gewähren. Diese Verwertungsfenster gelten jedoch nur für geförderte Filme. Da aber ein großer Teil der Kinofilme gefördert ist, kann man diese Zeiträume als allgemein gültig ansehen.

### Verkürzung der Verwertungsfenster
Aufgrund der Verbreitung von CD- und DVD-Brennern und der damit einhergehenden Zunahmen von illegalen Film-Kopien seit Beginn der 2000er Jahre wurden die vereinbarten Zeiten für die Verwertungskette immer seltener eingehalten. Da die Filme nach oder teilweise bereits vor dem Erscheinungstermin schnell illegal Verbreitung fanden, wurden die Abstände zwischen dem Kinostart und der Video-Veröffentlichung beziehungsweise einer Fernseh-Ausstrahlung deutlich verkürzt. So erschienen viele Kinofilme bereits drei oder vier Monate (statt ursprünglich sechs Monate) nach ihrem Kinodebüt auf DVD. Weitere Kürzungen wurden über viele Jahre immer wieder ins Gespräch gebracht, wobei einige Verleihfirmen vorschlugen, Kinodebüt und DVD-Start auf denselben Tag („Day-in-Day“) zu terminieren bzw. DVDs sogar vor dem Kinodebüt zu veröffentlichen. Durch die zunehmende Verbreitung von Video-on-Demand-Diensten wie Netflix und neue Vertriebswege wie Electronic-Sell-Through (EST) beschleunigte sich diese Entwicklung weiter. Der Branchenexperte Jeffrey Katzenberg sagte bereits 2014 für die nahe Zukunft eine Verkürzung der Kinoauswertung auf nur wenige Wochen voraus.
Während der COVID-19-Pandemie mussten während des Jahres 2020 weltweit Kinos für längere Zeit schließen. Auf der Suche nach neuen Erlösmöglichkeiten verkürzten alle großen Majorverleihe ihre Auswertungsfenster auf nur noch wenige Wochen oder veröffentlichten einige Film zeitgleich im Kino und über Streaming Services. Anfang Dezember 2020 kündigte Warner Bros. an, im Jahr 2021 alle Filme gleichzeitig mit dem Kinostart auch beim Streamingdienst HBO Max anzubieten, was von Branchenkennern als beispiellose Erschütterung des Verwertungsfenster-Modells kritisiert wurde.

## Verkürzte Filmverwertungskette
Eine verkürzte Verwertungskette ist grundsätzlich dann möglich, wenn keine Förderung des betreffenden Films nach dem Filmfördergesetz erfolgt ist.

### TV-Produktion
Bei einer TV-Auftragsproduktion geschieht die Verwertung zum größten Teil bereits bei der Auftragsvergabe. Dem Produzenten bleibt oftmals nur noch die Möglichkeit der Verkäufe von Nutzungsrechten ins Ausland.

### Direct-to-Video-Produktion
Eine Direct-to-Video-Produktion wird ausschließlich für den Video-/DVD-Markt produziert. Filme, die beispielsweise in Deutschland nicht im Kino zu sehen waren/sind und hier sofort auf einer DVD erscheinen, werden auch „Videopremieren“ genannt.

## Andere Begriffsverwendung für „Filmauswertung“
Seit den frühen 1960er Jahren trugen gedruckte Handreichungen für Schulen häufig die Bezeichnungen Filmauswertung. Damit sollte Pädagogen, Seminarleitern usw. ein Material an die Hand gegeben werden, Filme nach der (in der Regel nichtkommerziellen) Vorführung zu besprechen. Am bekanntesten sind die Arbeitsblätter zur Filmauswertung der Staatsbürgerlichen Bildungsstelle des Landes NRW. Der Begriff weist auf eine relativ große Unsicherheit von Lehrpersonal im Umgang mit dem (für Schulen) neuen Medium, dem damit eine Hilfe gegeben werden sollte; zugleich drang das Medium im Umfang verstärkt in die Schulen, was sich an deren technischer Ausstattung, der Gründung von Kreisbildstellen u. ä. zeigte.